# Larimichthys
Larimichthys is een geslacht van straalvinnige vissen uit de familie van de ombervissen (Sciaenidae).

## Soorten
- Larimichthys crocea (Richardson, 1846)
- Larimichthys polyactis (Bleeker, 1877)
- Larimichthys pamoides (Munro, 1964)